# Reunion Island Challenger 2002
Il Reunion Island Challenger 2002 è stato un torneo di tennis facente parte della categoria ATP Challenger Series nell'ambito dell'ATP Challenger Series 2002. Il torneo si è giocato a Riunione in Francia dal 28 ottobre al 3 novembre 2002 su campi in cemento indoor.

## Vincitori

### Singolare
Federico Browne ha battuto in finale  Răzvan Sabău con il punteggio di 6–0, 4–6, 7–5

### Doppio
Federico Browne /  Jonathan Erlich hanno battuto in finale  Marco Chiudinelli /  Jaroslav Levinský con il punteggio di 6–1, 4–6, 6–3